# Something 'Bout You Baby I Like (Status Quo)
Something 'Bout You Baby I Like è un singolo del gruppo rock Status Quo pubblicato nel 1981 dalla Vertigo in formato 7".

## Il disco
Something 'Bout You Baby I Like viene scritto nei primi anni settanta dal musicista Richard Supa. Il brano riesce ad attirare nel tempo l'attenzione di molti artisti e viene inciso e interpretato in almeno cinque versioni differenti. La versione più celebre rimane quella portata al successo da Tom Jones nel 1974 (che arriva 36º posto delle classifiche del Regno Unito).
La versione degli Status Quo pubblicata nel 1981, si presenta invece in chiave nettamente boogie rock, con toni ruvidi e potenti giri di chitarra elettrica. Il brano spende sette settimane nelle charts britanniche raggiungendo la posizione n. 9.
Il paese nel quale la nuova versione degli Status Quo ottiene maggior successo è la Spagna, dove riesce a conseguire la prima posizione in classifica.

## Tracce
1. Something 'Bout You Baby I Like - 2:50 - (R. Supa)
2. Enough Is Enough - 2:52 - (Rossi/Frost/Parfitt)

## Formazione
- Francis Rossi (chitarra solista, voce)
- Rick Parfitt (chitarra ritmica, voce)
- Alan Lancaster (basso, voce)
- John Coghlan (percussioni)

### Altri musicisti
- Andy Bown (tastiere)

## British singles chart
| Posizione | 19 | 9 | 9 | 12 | 22 | 28 | 54 | uscito |